# Chihuahua, Chihuahua
Chihuahua je glavni grad istoimene meksičke savezne države Chihuahua. Grad se nalazi na zapadnoj strani Pustinje Chihuahua Prema procjeni iz 2005. godine grad ima 748 518 stanovnika, te je drugi grad po naseljenosti u državi i jedan je od najvećih u Meksiku. Grad je osnovao 12. listopada 1709. Antonio Deza y Ulloa, španjolski istraživač, pod imenom El Real de Minas de San Francisco el Cuellar.